# Historia de Namibia

Bandera de Namibia.

La historia de Namibia se remonta casi al origen de la humanidad por la presencia de algunos de los primeros homínidos conocidos, pero el resto de su historia es poco conocida y poco estudiada hasta la llegada de los navegantes portugueses en el siglo XV. Durante la expansión, conquista y colonización europea la región cambió de manos hasta en cuatro ocasiones hasta su definitiva independencia de Sudáfrica en 1990.

## Prehistoria de Namibia

### Período remoto
Los primeros homínidos que poblaron esa parte de África y de los que se tiene noticia fueron los Australopithecus africanus, que vivieron hace unos cuatro millones de años en toda la parte de África que va desde Etiopía hasta Sudáfrica. Es posible que los primeros seres considerados como humanos, los homo habilis, hubieran nacido en Namibiam, pues la paleontología no había conseguido datar, a principios del siglo XXI, el lugar de nacimiento de esta especie, la primera que la comunidad científica admitía por unanimidad como humana según el paleontólogo Juan Luis Arsuaga. Se han encontrado fósiles de estos hominidos en esas latitudes con una edad aproximada de 1 800 000 años, según el profesor Francis Thackeray.
A los 2 millones de años aparece el homo ergaster, que es el primer homínido en salir del continente africano para comenzar a poblar la Tierra. De esta forma, durante un pequeño período, las dos primeras especies de homínidos coexistieron.
Hace 1,7 millones de años o incluso antes aparece el homo erectus, que ya comienza a realizar acciones de caza, y hacia el 500 000 a. C.. llegan los primeros conocedores del fuego, del que ya se tenía conocimiento un millón de años antes en África del Este.
Hace unos 250 000 años apareció el homo sapiens, descendiente del ya citado homo erectus. En Namibia se descubrió entre 1969 y 1982 una colección de pinturas rupestres en la cueva de Hunsber, al norte del róo Orange, que es una de las primeras representaciones artísticas encontradas en África, con una antigüedad comprendida entre los 27 000 y 25 000 años.
Progresivamente, estos grupos de cazadores-recolectores fueron evolucionando hacia los bosquimanos que vivieron en el país, formando tres grupos distintos, pero con algunas características que los diferenciaban entre ellos.

### Primeros pobladores reconocibles
Es bien conocido que la situación étnico-lingüística de Namibia cambió alterada con la llegada de los primeros pueblos bantúes en el territorio, que es un hecho relativamente reciente, y que podría haberse dado hace no más de 2000 o 2500 años. Previamente el registro arqueológico y los estudios genéticos hacen presuponer que Namibia estuvo poblada solo por pueblos genéticamente relacionados con los modernos joisánidos, que hablan lenguas joisanas. No está claro que todos estos joisánidos tuvieran un origen común si bien comparten algunas características fenotípicas, lingüísticas y culturales que los diferencian notablemente de los bantúes. Se conoce que los modernos joisánidos de África Austral hablan lenguas de tres familias lingüísticas distintas: las lenguas kxoe, las lenguas tuu (o taa-ǃkwi) y las lenguas kx'a (o juu-ǂhõã).
Actualmente el principal grupo étnico, que posiblemente era también el más extendido a la llegada de los bantúes era el grupo étnico nama(o Namaqua), que eran básicamente pastores y cazadores-recolectores, cuya presencia como grupo étnico hotentote más o menos reconocible se al año 500 d. C., destacándose especialmente la cría de ovejas y cabras, hacia el río Orange. El idioma nama pertenece a la familia kxoe.
Otro grupo étnico importante es el de los llamados tradicionalmente "bosquimanos" o más propiamnete !kung-san que hablan una lenguas de la familia kx'a.

### La Edad del Hierro de Namibia

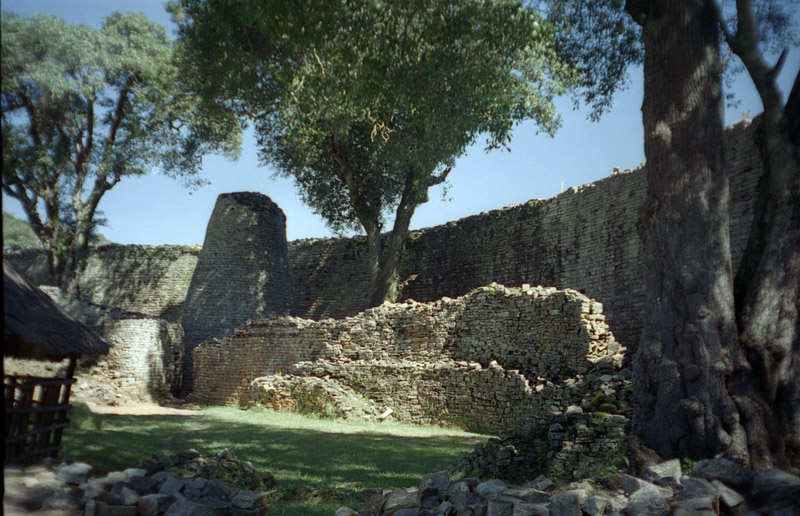
Es posible que las ramificaciones del Gran Zimbabue llegaran hasta Namibia durante su Edad del Hierro africana.

La expansión bantú que cambiaría la composición étnica, cultural y lingüística de la mayor parte del continente africano se habría iniciado hacia el 1000 a. C. proceden de África Occidental, hacia el siglo IV d. C. está testimoniada la presencia arqueológica en Sudáfrica, por lo que su presencia en Namibia se habría dado hacia los primeros siglos de nuestra era.
En el siglo IX los damara (o bergdama) entraron en Namibia; no está claro su origen, pues hablan una lengua khoisan aunque sus rasgos físicos los asemejan a los bantúes. Se establecieron en la región de pastos del centro de Namibia conocido como Damaralandia.
Hacia el año 1000 d. C. florecieron los poblamientos mapungubwe, que fueron el núcleo de la civilización shona. Dicha civilización floreció en la parte occidental de Zimbabue y, aunque es muy poco lo que se sabe, su presencia o influencia es posible que llegara a la parte oriental de Namibia. Su riqueza se basaba en la ganadería y el comercio de marfil y oro.
La civilización mapungubwe fue entrando en decadencia y siendo sustituida progresivamente por la del Gran Zimbabue hacia el 1200 d. C. Existen pocos estudios sobre la organización y cultura del territorio durante el período equivalente a la Edad Antigua y la Edad Media en Europa. Es posible que el imperio del Gran Zimbabue llegara hasta Namibia con más o menos intensidad entre los siglos XII y XVII, o al menos su influencia comercial; pues dicho imperio debió dominar el comercio y la cultura del África meridional durante esa época.
En el norte de Namibia (y en zonas cercanas de Angola y Zambia se establecieron los ovambo y sus afines los kavango, ambos bantúes de economía basada en la agricultura, la ganadería y la pesca, aunque también producían objetos de metal. Raramente se aventuraban más al sur, cuyas condiciones no se adaptaban a su economía, pero comerciaron extensamente sus herramientas. En la actualidad los grupos demográficamente más importantes de Namibia hablan lenguas del grupo kavango-bantú suroccidental, que presumiblemente están relacionados con los primeros pueblos bantúes que entraron en Namibia. La influencia de las tribus bantú antes citadas se fue haciendo sentir paulatinamente hacia el sur del país durante los siglos siguientes.
Más al sur habitaba el pueblo de lengua khoikhoi de piel amarillenta, que los holandeses denominaron "hotentot" (término que hoy en día está en desuso, prefiriéndose el término khoikhoi o "joijoi"), este pueblo debe identificarse con los modernos nama, ya que su lengua parece una variante del idioma khoekhoe. La población khoikhoi se vio disminuida desde la llegada europea por diversos factores, incluso el mestizaje con los europeos dio lugar al colectivo de los basters y más tarde de los griqua. La marginalización de estos pueblos autóctonos, y la constatación de que los bantú procedían del norte en una larga migración, fueron usado tradicionalmente como argumento racista por sudafricanos blancos para esgrimir su derecho sobre el extremo sur del continente. Según ellos el pueblo negro que actualmente vive en Sudáfrica llegó primero a lugares como Namibia y de allí bajó más al sur, después de que los europeos fundaran las primeras colonias. Aunque la evidencia histórica muestra que la presencia de bantúes en Sudáfrica es muy anterior a la presencia europea en el extremo sur del continente.

## Llegada de los europeos
El primer europeo del que se tiene noticia que arribó a las costas de Namibia fue el portugués Diego Cao quien llegó a las costas del Namib en 1486, desembarcando en lo que actualmente es Cape Cross (donde erigió una cruz) en su ruta hacia la India.
El siguiente fue otro portugués, Bartolomé Díaz, que paró en lo que hoy es Walvis Bay y en la que llamó Angra Pequeña (más tarde llamada Lüderitz)
Pronto quedó demostrada la importancia de Namibia como un fondeadero más en la importante ruta de las especias, pero el inhóspito desierto de Namib desanimó a los portugueses para aventurarse en el interior.
Durante el siglo XVII los Herero, un pueblo de ganaderos nómadas bantúes entró en Namibia. Primero se establecieron en Kaokolandia, pero a mediados del siglo XIX algunas tribus se movieron más al sur a Damaralandia. Otras tribus permanecieron en Kaokoland: los himba, los puertos de la costa sirvieron como base para balleneros.
Namibia cuenta con muchos grupos étnicos diferentes. El mayor es el de los ovambos, que han controlado políticamente al país desde su independencia. Otros grupos son hereros, himba, san, nama y basters. Todos ellos conforman el 85 % de la población. Namibia ha estado habitado por bosquimanos, damaras y namas desde tiempos remotos. Alrededor del siglo XIV d. C., los bantúes inmigrantes llegaron al área durante la migración bantú. Desde entonces, los grupos bantúes, de los cuales los ovambos son los más numerosos, forman el grupo poblacional dominante y desde finales del siglo XIX constituyen la población mayoritaria.
En 1793 las autoridades neerlandesas de El Cabo tomaron el control de Walvis Bay, el único buen puerto de aguas profundas en la Costa de los Esqueletos. Cuando los británicos conquistaron la Colonia del Cabo en 1797, también lo hicieron con Walvis Bay. En ambos casos se limitaron a la bahía, sin penetrar en el interior dominado por las tribus Ambo (a menudo llamadas Ovambo ) que vivían en la región fronteriza con Angola.En el período siguiente , varios pueblos de habla bantú emigraron desde África oriental y central al norte del país en busca de pastos libres de la mosca tsé-tsé Entre ellos también se encuentran los herero.
En 1805 la London Missionary Society llegó a la actual Namibia, procedentes de la colonia de El Cabo. En 1811 fundaron la ciudad de Bethanie en el sur de Namibia, donde construyeron una iglesia, que ese hoy el más antiguo edificio de Namibia.[cita requerida] En la década de 1840 los alemanes de la Sociedad Misionera Renana comenzaron a actuar en Namibia en cooperación con la London Missionary Society.
A principios del siglo XIX, empujados hacia el norte por los bóeres de Sudáfrica, se constata la llegada de los orlam nama (un grupo de la etnia khoikhoi) al territorio, cruzando el río Orange y provenientes del interior del Continente, posiblemente relacionada con el Mfecane. La procedencia de estos grupos es muy difícil de determinar por las escasas excavaciones. Los oorlams con armas de fuego, los oorlams, liderados por Jonker Afrikaner,  entraron en conflicto con los nama por las tierras de pastos. En la década de 1830 concluyó un acuerdo con el jefe nama Oaseb por el que los oorlams protegerían las tierras de pastos del centro de Namibia contra los herero que estaban empujando hacia el sur, y Jonker Afrikaner era reconocido como superior y recibiría tributo de los Nama, estableciéndose en lo que hoy es Windhoek, en las fronteras del territorio herero. Pronto estalló el conflicto entre los herero y los oorlams por los pastos de Damaralandia para sus rebaños, así como con los damara, los habitantes originales del área. Los damara fueron desplazados por la lucha y muchos murieron.
Hacia 1870 los baster (descendientes de colonos holandeses y mujeres africanas, principalmente nama) llegaron a Namibia procedentes en esta ocasión de El Cabo, empujados por la expansión de los bóeres. Eran mestizos de religión calvinista y lengua afrikáans por lo que se consideraban más blancos que negros. Se establecieron en la Namibia central, donde fundaron en 1872 la “República Libre de Rehoboth”, con una construcción que establecía un Volkraad o consejo y un "Kaptein" como jefe, elegidos por el pueblo.
En 1878 Gran Bretaña se anexionó Walvis Bay y su zona adyacente, por el interés de su puerto, y para adelantarse a las ambiciones alemanas en el área, comenzando uno de los varios cambios de colonizadores que sufrió el país y sus habitantes.
Así mismo varios empresarios y comerciantes alemanes fueron instalándose en la costa namibia y serían ellos los que posteriormente presionarían a su país para obtener la región como colonia. Cuando estallaron las guerras tribales en la década de 1880 : en primer lugar, los colonos alemanes reclamaban para sí partes cada vez mayores del país, y en segundo lugar, los herero y los nama sufrían el comportamiento racista de los colonos y la administración colonial alemana.
Los herero tradicionalmente se ganaban la vida con la cría de ganado. Cuando la peste bovina atacó en 1897, los rebaños herero quedaron gravemente diezmados. La creciente apropiación de tierras, especialmente de valiosas tierras de pastoreo, y el uso de la fuerza con el que los colonos alemanes intentaron apoderarse del ganado, provocaron pérdidas significativas para los herero, no sólo económicas sino también culturales.

### Namibia y la Conferencia de Berlín

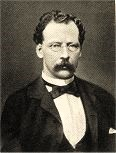
Adolf Lüderitz, el fundador del África de Sudoeste alemana.

Durante la Conferencia de Berlín el canciller alemán Otto von Bismarck alcanzó parcialmente su objetivo de dispersar las colonias europeas en África para obligar a las otras naciones europeas a destinar más tropas a ese continente, tropas que de otra manera hubieran servido en Europa. Alemania obtuvo en esa conferencia Togo, Camerún, África Oriental y Namibia, llamada en aquel momento África del Sudoeste. Por este tratado comenzaron a abrirse protectorados, empezando por el de Adolf Lüderitz, y se firmaron tratados de protección con varias tribus. De esta manera toda la actual Namibia estaba bajo la administración alemana, lo que dio origen a los alemanes de Namibia.
Las colonias africanas no reportaron grandes beneficios a los alemanes. El 24 de abril de 1884, colocó el área bajo la protección del Imperio alemán para desalentar la ocupación británica. A principios de 1884, el cañonero SMS Nautilus de la Marina de Guerra Imperial alemana arribó para tomar posesión del territorio. Las colonias alemanas fueron más bien una cuestión de orgullo nacional: ante las actuaciones de otras potencias, Alemania debía poseer también colonias. Sin embargo tuvo como consecuencia el desvío de tropas y recursos en la guerra que vendría posteriormente. Durante fines del siglo XIX se producirían varias rebeliones contra la colonización alemana.

### La represión alemana

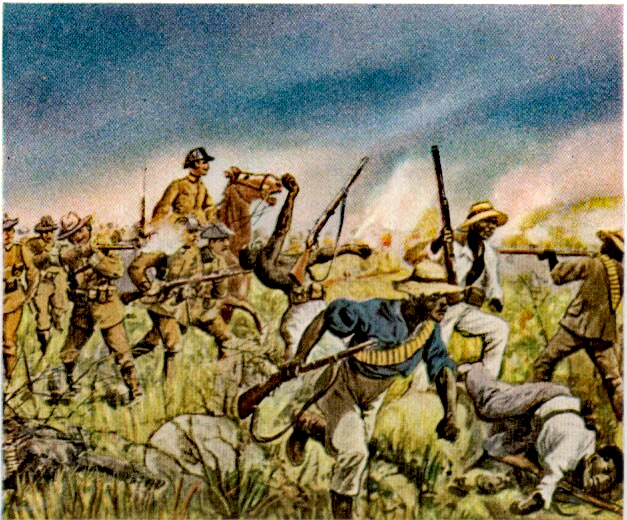
Alemanes reprimiendo a los nativos hereros, por Richard Knötel.

Pese al relativo poco beneficio obtenido, los alemanes asieron con fuerza el territorio y reaccionaron con la casi clásica forma de reaccionar de las potencias coloniales: la represión brutal.
En 1893 el líder de los witbooi nam, Hendrik Witbooi, se negó a firmar uno de estos tratados y el 12 de abril comenzaron los ataques alemanes en HoornKarns. La guerra de guerrillas que vino a continuación duró más de un año hasta la rendición de Witbooi en las montañas de Naukluft.
Las continuas ocupaciones de las tierras más productivas por parte de los europeos crearon un creciente resentimiento entre los africanos. En el sur del país se produjeron enfrentamientos entre las tropas del káiser y los nativos en la región de Bondelswart Nama. Pero el más pacífico comenzó en 1904 cuando un líder del pueblo herero, llamado Maherero, se alzó contra los germanos. La guerra constó decenas de miles de africanos hasta la batalla de Waterberg el 11 de enero de 1904 donde los herero fueron derrotados. Posteriormente los supervivientes se exiliaron en Bechuanalandia (actual Botsuana), sufrieron la deportación a zonas de las montañas sin agua ni alimentos o en el genocidio posterior perpetrado por los alemanes que comenzó con la orden de exterminio de Lothar Von Trotha:

La nación herero debe abandonar el país(...) Dentro de los límites de las fronteras alemanas, todo herero, armado o desarmado, con ganado o sin él, será eliminado.

Las acciones alemanas hicieron descender la población herero de 80 000 habitantes a unos 15 000.En octubre, los namas también tomaron las armas contra los alemanes y sufrieron la misma suerte que los herero. En total, fueron asesinados en dos meses entre 24.000 y 65.000 herero se estima que entre el 50% y el 70% de la población total herero) y 10.000 el 50% de la población total nama. El genocidio se caracterizó por la muerte generalizada por inanición y la ingestión de agua tratada con veneno por los alemanes en el desierto de Namib.
Sin embargo, esa represión no logró sofocar los alzamientos:
- El 28 de enero de 1904 varios cientos de guerreros ndonga atacaron Fort Namutoni, al norte del país.
- El 3 de octubre de 1904 Hendrik Witbooi volvió a enfrentarse a los alemanes en una guerra que duraría dos años.

Se calcula que murieron unos 80 000 africanos entre 1904 y 1907, lo que supuso el 80 % del pueblo herero.
Alemania pediría disculpas en 2004. La ministra de Cooperación Económica y Desarrollo germana Heidemarie Wieczorek-Zeul pronunció un discurso ante el líder de aquella etnia, Christian Zeraua, en el cual pronunció por primera vez la palabra genocidio con lágrimas en los ojos.

Fue más de lo que los descendientes de las víctimas del primer genocidio alemán habían imaginado, y menos de lo que podían esperar.

Tras el genocidio hetero y namara 
El gobierno colonial alemán creó centros de internamiento para los nativos, los cuales fueron utilizados como mano de obra esclava, y sus tierras pasaron a manos de los colonos.
Los sobrevivientes, principalmente mujeres, niños, y ancianos fueron finalmente ingresados en campos de concentración, como el de Shark Island, inspirados en los campos utilizados por los británicos contra los bóeres en la guerra anglo-bóer. Las empresas alemanas utilizaron a los herero para como mano de obra esclava. Se estima que el trabajo forzado, las enfermedades y la desnutrición acabaron con entre el 85 y 90 por ciento de la población total herero en 1908, cuando se cerraron los campos. Para 1910 de los 200.000 nativos principalmente hetero y namara, y tribus menores que habitaban en Namibia sólo quedaban 15.000, de los cuales 10.000 fueron enviados como trabajadores forzados a las tierras del sur de África del Imperio británico.
Después de que la mayoría de los herero y namaros fueron asesinados, las mujeres sobrevivientes tuvieron que servir como prostitutas para los alemanes. Al.gobernador colonial Von Trotha le disgustaba la idea de contacto entre los herero y los alemanes y creía que el levantamiento era "el comienzo de la tensión racial" y también temía que los colonos se infectaran con las enfermedades de los nativos.

### Namibia durante la Primera Guerra Mundial
Como se ha dicho, el objetivo secundario de Bismarck en la Conferencia de Berlín de impedir la unificación de las colonias de las demás potencias y sacar efectivos militares de Europa estaba conseguido. Pese a todo los germanos propusieron a británicos y franceses no llevar la guerra al continente negro para no dar el espectáculo frente a los negros en interés de la raza blanca. También alemanes y británicos firmaron un tratado secreto por el cual pensaban repartirse las colonias africanas de Bélgica y Portugal, próximos países a entrar en guerra.
Sin embargo la Triple Entente pronto vio fácil la captura de las posesiones alemanas en África; además Francia y Bélgica querían vengar la ocupación de su territorio por los germanos.
Sobre el papel la invasión de Namibia, como la de las otras posesiones alemanas, parecía un paseo militar. Los alemanes estaban separados y poco asentados entre la población africana. Además, las potencias de la Entente controlaban las rutas marítimas y los superaban en hombres, más aún cuando se les unió Portugal en 1916. Pareciendo confirmar estos planteamientos, Togo cayó en pocos días, pero África Oriental, aguantó toda la Guerra, Camerún un año y medio y África del Suroeste, posteriormente Namibia, resistió casi un año, del 4 de agosto de 1914 al 9 de julio de 1915. Muchos africanos reclutados en los ejércitos del Kaiser por distintos métodos: entrada voluntaria para salir de zonas de hambruna, reclutamiento forzoso, entrega voluntaria por reyezuelos deseoso de ganar el favor de los europeos.
En África la pérdida de las colonias era previsible, pero Berlín logró mantener en ese continente numerosas tropas enemigas con un coste muy bajo de soldados propios. El 9 de julio de 1915 los alemanes se rindieron cerca de Khorab. Tras el Tratado de Versalles la futura Namibia pasó a ser colonia británica y el 17 de diciembre de 1920 la Sociedad de Naciones confirmó el mandato.

## La ocupación sudafricana

Mapa de Sudáfrica y África del Sudoeste (actual Namibia) que muestra los bantustanes creados durante el apartheid

La ocupación sudafricana se llevó a cabo en representación del Gobierno Imperial británico. Durante los 50, el territorio fue administrado por la Unión Sudafricana impuso el sistema de segregación racial (apartheid). Se asignaron grandes granjas a terratenientes de ascendencia europea llegados de Sudáfrica, mientras que los nativos africanos fueron relegados a los territorios más pobres o desérticos. Estos nuevos colonos pronto encontraron el rechazo de las tribus autóctonas. En el norte el jefe Mandue se opuso a las demandas territoriales y en el sur los bondelswart comenzaron a levantarse cuando los sudafricanos intervinieron en la sucesión de los jefes tribales.
Con la ocupación británica/sudafricana se crearon reservas tribales de habitantes no blancos en Sudáfrica y África del Sudoeste (actual Namibia), en el marco de las políticas segregacionistas impuestas, por otra parte la minoría alemana estimada en un uno por ciento de la población en su mayoría funcionarios coloniales, soldados y sus familias fueron evacuados a Alemania tras la ocupación británica.En 1946 la recién fundada ONU se opuso a la ocupación, pero la Unión Sudafricana decidió ignorarlo y trató a la futura Namibia como la quinta provincia.
Namibia fue colonia alemana de 1884 a 1914, hasta su independencia en 1990, estuvo bajo ocupación del régimen del apartheid de Sudáfrica, que impuso su opresivo sistema de división racial en la población. Durante este periodo, miles de namibios fueron expulsados de sus tierras. A consecuencia de dicho régimen al día de hoy aproximadamente el 70 % de las tierras agrícolas de Namibia pertenece a la minoría blanca que representa menos del 1 por ciento de la población total.que representa menos del 1.7 por ciento de la población del país.

### Namibia bajo elapartheid
En 1948 gana las elecciones en la vecina colonia de Sudáfrica el National Party, instaurando en el país el régimen del apartheid.
En 1950 el Tribunal Internacional de Justicia dictamina que Sudáfrica no tiene por qué firmar un nuevo fideicomiso con la ONU, pero sí admitir la supervisión de la Asamblea General. Sudáfrica se opone y cinco años después el Tribunal dictamina que la Asamblea General sí está capacitada para la supervisión de las actuaciones sudafricanas en África del Suroeste.
Durante los años 60 y 70
Sudáfrica utilizó Namibia para atacar otros países, particularmente Angola. 
Pasaron once años hasta que en agosto de 1959 se funda la South West Africa National Union (SWANU) para protestar contra la ocupación ilegal de Namibia. En septiembre se le une la Owamboland People's Organization (OPO) y ambos luchan contra las acciones como la separación de las viviendas por razas.
Mientras los sudafricanos continúan con acciones que provocan el rechazo popular, como los desplazamientos forzosos. En diciembre de 1959 son desalojados los habitantes de Old Location, en Windhoek para ser llevados a Katutura Township; la oposición no se hace esperar, pero la policía sudafricana la reprime con dureza empleando armas de fuego  de esta forma el desalojo se saldó con la matanza de Sharpeville con trece muertos y 60 heridos.
En 1960 Etiopía y Liberia emprenden acciones legales contra Sudáfrica ante el TI por no respetar el mandato. Al mismo tiempo las dos organizaciones que trabajaban por la independencia del país se separan y la OPO se convierte en la South West Africa People's Organization (SWAPO) para desalojar a los sudafricanos y lograr la independencia del país.
Para fines de los 50 surge la Organización Popular de África Sudoccidental (SWAPO), el Ejército Popular de Liberación de Namibia (PLAN), que en los 6p inició acciones contra las fuerzas de ocupación sudafricanas.
En 1962 el gobierno de F. H. Odendaal decide aplicar al África del Sudoeste la división en bantustanes, como ya estaban haciendo en su país. La retórica del poder decía que los nativos habían alcanzado suficiente desarrollo para valerse por sí mismos y podían ser independientes; sin embargo, comenta Alfonso Rojo, la idea era recluirlos en zonas totalmente dependientes de Sudáfrica, pero nominalmente independientes, así podrían tratar a los negros como extranjeros en su propio país, pese a seguir siendo totalmente dependientes de Sudáfrica. La operación de segregación se conoció como Plan Odendaal y trataba de dividir el 40 % del país (unos 332 567 km²) en estas administraciones, según un informe elaborado por una comisión que no fueron reconocidas por ningún país menos por Sudáfrica. Tampoco los consideró legales el Tribunal Internacional de Justicia, pero siguieron vigentes y siendo una de las primeras reclamaciones de disolución para partidos como el Congreso Nacional Africano. Finalmente se abolirían con la independencia del país.
Tras la independencia de Angola en 1975, la SWAPO con ayuda de los independentistas de Angola estableció bases en el sur del país. Las hostilidades contra las autoridades de ocupación se intensificaron con el paso de los años, especialmente en Ovambolandia. En febrero de 1971, la Corte Internacional de Justicia confirmó la autoridad de la ONU sobre Namibia, determinando que la presencia sudafricana en Namibia era ilegal y que, por lo tanto, Sudáfrica estaba obligada a retirar su administración de Namibia inmediatamente.

### La guerra contra Sudáfrica

La SWAPO decidió obtener la independencia utilizando la fuerza y llevó el peso de la guerra.

En 1965 un grupo de guerrilleros se infiltran en el interior de África del Suroeste comenzando la guerra contra Sudáfrica. Al año siguiente la SWAPO declaró que la independencia de Namibia sólo podía realizarse por la fuerza y ese mismo año se formó el Consejo de la ONU para el África del Suroeste integrado por once miembros. Este Consejo aportó considerable ayuda no militar a la SWAPO en forma de educación.
En 1966 la SWAPO y la policía sudafricana entablan su primer enfrentamiento en Ongulumbashe. Pero la colaboración de Sudáfrica con Portugal privaba a los guerrilleros de su principal base de operaciones en Angola, teniendo que establecerse a más de 1000 km del lugar de incursión, en Zambia. Así mismo el TI desestimó las demandas de Liberia y Etiopía.
Sin embargo, no todo fueron malas noticias para la SWAPO. La población namibia fue decantándose más por ellos y por la independencia que por la permanencia en Sudáfrica. En 1968 se bautiza ya al territorio como Namibia. También quedó clara la incapacidad de la policía sudafricana para controlar la situación y, a principios de los 1970, tuvo que intervenir el ejército. Fue hacia esas fechas, 1971, cuando finalmente el TI declaró ilegal la permanencia permanente de Sudáfrica en Namibia.
En 1973 las Fuerzas de Defensa de Sudáfrica asumieron el peso de la Guerra y en 1975 con la independencia de Angola el teatro de operaciones se trasladó de Zambia, sin llegar a abandonarla, a sur de Angola donde SWAPO fijó su cuartel general.
Sudáfrica jugó la carta de apoyar a la guerrilla de UNITA para contrarrestar la posible colaboración de un régimen comunista como el del MPLA angoleño pudiera dar a su enemigos. además continúa la intervención sudafricana con distintas operaciones, llegado a mediados de 1975 al interior de Angola.
Angoleños y cubanos lograron detener la ofensiva sudafricana, lo que permitió a la SWAPO conservar buena parte de su infraestructura en el país.
Las dos potencias militares del momento, la OTAN y el Pacto de Varsovia, tomaron partido. El Pacto de Varsovia colaboró con fondos soviéticos y asesores cubanos. Por su parte Estados Unidos y curiosamente China decidieron enviar suministros de todo tipo a UNITA comandada por el sanguinario Jonás Savimbi. Al mismo tiempo varios mercenarios fueron reclutados para luchar en África.
También en 1975 Pretoria convocó a los partidos de Namibia para redactar una constitución en la llamada Turnhalle Conference. La constitución saliente de aquella conferencia fue aprobada por Sudáfrica, pero rechazada por la ONU; pese a todo se convocaron elecciones generales en 1978 ganando el partido Democratic Turnhalle lo que abría la puerta a tener en Windhoek un gobierno prosudafricano; pero las elecciones fueron boicoteadas por la SWAPO y declaradas nulas por la ONU.
Aunque Sudáfrica aceptó en 1978 entablar conversaciones, sabía que el apoyo popular de SWAPO era demasiado grande y ganaría las elecciones de convocarse. Por lo que decidió continuar con la guerra.
El 4 de mayo de 1978 los famosos Recces atacaron el cuartel de SWAPO en Cassinga. La operación fue un éxito para los blancos del sur, pero el gran número de muertos, sobre todo civiles, lo convierte en un referente de la independencia que se celebra cada año.
En septiembre de 1978 la ONU adoptó la resolución 435 y Sudáfrica trató de ganar tiempo derrotando militarmente a la SWAPO.
Desde esa fecha las operaciones antiguerrilleras se ampliaron entrando cada vez más en una guerra convencional. Del mismo modo continuó el apoyo a UNITA para que esta ocupara más territorio, en el que operaba SWAPO.
En septiembre de 1983 los partidos namibios celebran la Multi-Party Conference (MPC) y en 1985 mantuvieron reuniones con los guerrilleros en Lusaka, pero no se llegó a ningún acuerdo y los partidos namibios forman un gobierno de unidad nacional. Dos días después el Consejo de Seguridad de la ONU condena y declara ilegales las acciones de Sudáfrica para controlar las decisiones de Namibia y determinar unilateralmente su futuro político.
El apoyo a UNITA continuó, pues si perdía, la SWAPO podría abrir un frente de varios centenares de kilómetros; pero también debían intensificarse las acciones directas.
Tras la batalla de Cuito Cuanavale de 1987 ambos bandos son conscientes del agotamiento que sufren y deciden entablar negociaciones de paz. Al año siguiente se reúnen en Ginebra el ministro de Asuntos Exteriores de Sudáfrica Pik Botha y el Secretario de Estado para Asuntos Africanos de Estados Unidos Chester Croker para lograr un plan que llevara a la independencia de Namibia. En marzo firman el acuerdo, se entablan reuniones de alto nivel entre los dirigentes de las naciones implicadas y en diciembre de 1988 se firma en Nueva York el Acuerdo Trilateral de Nueva York para poner en práctica la Resolución 435 de casi cuatro años antes.
Pese a que SWAPO a punto estuvo de hacer fracasar la iniciativa nada más empezar, en abril de 1988 se celebró una reunión en Mount Etjo Safari Lodge donde se firma la Declaración de Mount Etjo volviendo a poner en marcha al Resolución 435.

## Namibia independiente

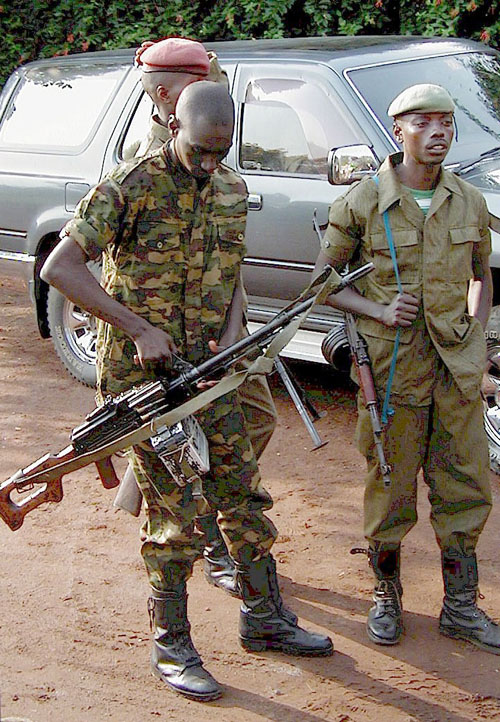
Foto tomada en 2001 durante la visita del representante estadounidense Frank Wolf. El título original dice: Soldado congoleño ajustando un arma automática. El arma es una ametralladora PK. Estos soldados pertenecen a las fuerzas rebeldes, como afirmó el representante Wolf: "Viajé casi 1.000 millas en avión hasta las ciudades de Goma y Bukavu en el este del Congo para reunirme con grupos de oposición/Las armas automáticas prevalecen tanto en Goma como en Bukavu".

Entre el 7 y el 11 de noviembre de 1989 se convocan las elecciones supervisadas por la UNTAG. Votaron el 97 % de los 701 483 habitantes con derecho a voto. Como ya preveía Sudáfrica, la SWAPO ganó con un 56,5 % de los votos, seguido por la Alianza Democrática de Turnhalle (DTA) con un 28,1 %. Siendo nombrado Sam Nujoma primer presidente democrático de Namibia.
El 9 de febrero de 1990 se aprueba la nueva Constitución de Namibia elaborada por al Asamblea Constituyente. El 21 de marzo de ese mismo año la bandera sudafricana es arriada del Indepedence Stadium e izada la enseña de Namibia.
En 1991 el país entra a formar parte de la Commonwealth y la reina Isabel II del Reino Unido visita el país. Así mismo comienzan las negociaciones para recuperar Walvis Bay y las islas costeras. El 1 de marzo de 2004 la bahía reclamada le es devuelta, así como las islas.
Por su condición de primer presidente y ante las dificultades que tenía por delante Nujoma pudo disfrutar de tres mandatos consecutivos, en lugar de dos que tendría su sucesor. Durante su mandato profundizó más en la radicalización de su partido al estilo del presidente de Zimbabue Robert Mugabe.
El presidente Sam Nujoma también expresó su apoyo a Zimbabue y a su presidente, Robert Mugabe. Durante la crisis de la tierra en Zimbabue, donde el gobierno confiscó por la fuerza las tierras de los granjeros blancos, aumentó el temor entre la minoría blanca y el mundo occidental de que se utilizaría el mismo método en Namibia, cosa que finalmente no ocurrió.

### El conflicto de Caprivi
El conflicto de Caprivi fue un conflicto armado entre el Ejército de Liberación de Caprivi (CLA), un grupo rebelde que trabajaba por la secesión de la Franja de Caprivi, y el gobierno de Namibia. Comenzó en 1994 y tuvo su apogeo en la madrugada del 2 de agosto de 1999 cuando el CLA lanzó un ataque en Katima Mulilo, la capital provincial de la Región de Caprivi. Las fuerzas del gobierno de Namibia contraatacaron y arrestaron a varios presuntos simpatizantes del CLA. El conflicto de Caprivi ha llevado al juicio más largo[30] y más grande[31] en la historia de Namibia, el juicio por traición de Caprivi.

### Reforma agraria
Una de las políticas de la SWAPO, que se había formulado mucho antes de que el partido llegara al poder, era la reforma agraria. El pasado colonial y de apartheid de Namibia había resultado en una situación en la que alrededor del 20 por ciento de la población poseía alrededor del 75 por ciento de toda la tierra. Se suponía que la tierra se redistribuiría principalmente de la minoría blanca a las comunidades y excombatientes que antes no tenían tierra. La reforma agraria ha sido lenta, principalmente porque la constitución de Namibia sólo permite comprar tierras a los agricultores dispuestos a vender. Además, el precio de la tierra es muy alto en Namibia, lo que complica aún más el asunto. La ocupación ilegal ocurre cuando los migrantes internos se mudan a las ciudades y viven en asentamientos informales. 
En 2004 anunció su retirada, cediendo su puesto como candidato por la SWAPO a la presidencia, al ministro de la Propiedad y la Rehabilitación Hifikepunye Pohamba. Tras las elecciones de noviembre de ese año y con varias dilaciones en el anuncio del resultado, Pohamba salió elegido como segundo presidente de la nación africana. Algo que tenía poco de inesperado dado el apoyo popular con el que contaba el partido que llevó a la nación a la independencia.
Desde entonces Namibia disfruta de una de las rentas per cápita más altas de África por sus enormes riquezas minerales, como el uranio comprado por Irán, y en diamantes, tanto es así que la empresa belgo-sudafricana DeBeers mejorando sus condiciones y permitiendo la explotación diamantífera hasta 2013.
Pese a la cierta consolidación de la democracia la cúpula del partido gobernante logró impedir la candidatura de los ministros más moderados, como el de Cultura, y el país se enfrenta a graves problemas como son la desigualdad en la distribución de la riqueza (el 5 % de la población posee el 75 % de los ingresos, el sida que ponen en peligro la estabilidad macroeconómica del país, según Afro News.
En diciembre de 2014, el primer ministro Hage Geingob, candidato de la gobernante SWAPO, ganó las elecciones presidenciales con el 87 % de los votos. Su predecesor, el presidente Hifikepunye Pohamba, también de Swapo, cumplió el máximo de dos mandatos permitidos por la constitución. En diciembre de 2019, el presidente Hage Geingob fue reelegido para un segundo mandato con el 56,3 % de los votos.
Geingob falleció víctima del cáncer el 4 de febrero de 2024, y su vicepresidente Nangolo Mbumba le sucedió. En las elecciones generales de ese año, Netumbo Nandi-Ndaitwah fue elegida nueva presidenta constitucional del país, siendo la primera mujer en ocupar el cargo.